# Guebi
Guebi (en georgiano: ღები, romanizado: Ghebi) es un pueblo de Georgia ubicado en el noreste de la región de Racha-Lechjumi y Baja Esvanetia, siendo parte del municipio de Oni. 

## Geografía
Guebi se encuentra en el lado izquierdo del río Rioni, a 35 kilómetros de Oni. 

## Historia
Las excavaciones arqueológicas, que tuvieron lugar en la época soviética, revelaron una enorme necrópolis en el lugar de Brili. Los restos encontrados son pertenecientes, en su mayoría, a la Edad del Bronce.
La leyenda popular atribuye la fundación del pueblo de Guebi a un pintor que escapó de Lechjumi, que resultó ser un hombre que murió allí y fue enterrado en las montañas de Racha.  
Guebi se menciona en fuentes históricas desde 1503 y también es mencionado en las crónicas de Vajushti de Kartli. 

## Demografía
La evolución demográfica de Guebi entre 2002 y 2014 fue la siguiente:
| 492                                             | 296 |
| (Fuente: Population of Georgia in Soviet times) |     |

Según los datos del censo de 2014, los georgianos suponen el 99,7% de la población local.

## Economía
De una mina local se extrae antimonio.